# Аннерс
А́ннерс (дат. Anders) — датское мужское имя. Форма имени А́ннреас, которое используется прежде всего в Скандинавии. Хотя там используется и основная форма, имя Аннерс более распространённое.
Краткие формы: Andi, Andor, Ander, Andrä, André, Andréa, Andree, Andrej, Andrew, Andriko, Andrusch, Andy, Drees.

## Некоторые носители имени
- Аннерс Томас Йенсен (* 1972) — датский кинорежиссёр
- Аннерс Линдегор (* 1984) — датский футболист